# حزب خلق ترکمن
حزب خلق ترکمن (به ترکی استانبولی: Türkmen Halk Partisi) یک جنبش سیاسی به سال ۱۹۹۷ میلادی در عراق به رهبری نیهات ایلهانلی که نمایندگی مردم ترکمن عراق را برعهده دارد. این حزب در اوایل تأسیس تا جنگ عراق و برکناری صدام حسین از مسند قدرت توسط وی سرکوب می‌شد، اما پس از برکناری صدام حسین به فعالیت آزادانه خود ادامه می‌دهد.